# Thomas Essomba
Thomas Essomba (født 2. december 1987) er en camerounsk amatørbokser, som konkurrerer i vægtklassen let fluevægt. Essomba har ingen større internationale resultater, og fik sin olympiske debut da han repræsenterede Cameroun under Sommer-OL 2008. Her blev han slået ud i første runde af Hovhannes Danielyan fra Armenien i samme vægtklasse. Han har også en bronzemedalje fra de Panafrikanske lege i 2007 i Algeriet.